# Cratere Curtius
Curtius è un cratere lunare di 99,29 km situato nella parte sud-orientale della faccia visibile della Luna, vicino al bordo. Nonostante le dimensioni lo pongano alla portata anche di un modesto telescopio amatoriale, la posizione rende difficile discernerne dei dettagli.
Curtius si trova ad un diametro di distanza dal più grande cratere Moretus, a sud-ovest. A nord-est giace il più piccolo cratere Pentland.
Il bordo esterno di Curtius presenta chiari segni di erosione, ma conserva ancora la propria struttura originale. Lungo le pareti esterne a nord e a nord-ovest si trovano due notevoli rigonfiamenti, che rompono la simmetria complessiva del cratere. Il piccolo cratere satellite Curtius E giace sul bordo est, mentre Curtius A, a forma di tazza, su quello a sud.
Il pianoro interno è abbastanza piano, con un basso picco arrotondato al centro. Le pendici interne nella parte nord si estendono verso il centro più che altrove. Vi sono sparsi per tutta la superficie interna numerosi piccoli crateri, nessuno degno di particolare nota.
Il cratere è dedicato all'astronomo tedesco Albert Curtz, noto anche con il nome latinizzato di Curtius.

## Crateri correlati
Alcuni crateri minori situati in prossimità di Curtius sono convenzionalmente identificati, sulle mappe lunari, attraverso una lettera associata al nome.
| Curtius | Coordinate           | Diametro (in km) |
| ------- | -------------------- | ---------------- |
| A       | 68°30′00″S 2°31′12″E | 11,73            |
| B       | 63°45′36″S 4°37′48″E | 40,26            |
| C       | 69°21′36″S 4°22′48″E | 9,94             |
| D       | 64°42′S 8°21′E       | 57,19            |
| E       | 67°13′48″S 7°58′48″E | 16,95            |
| F       | 66°51′36″S 2°39′00″E | 5,54             |
| G       | 66°00′00″S 2°55′12″E | 5,44             |
| H       | 69°21′00″S 7°59′24″E | 9,73             |
| K       | 69°09′00″S 9°40′48″E | 6,58             |
| L       | 68°21′00″S 9°28′12″E | 7,7              |
| M       | 65°34′48″S 8°25′48″E | 5,12             |